# Mur païen du mont Sainte-Odile
Le mur païen désigne les vestiges d'un mur d'enceinte édifié entre les années 675 et 681 autour d'un couvent mérovingien fondé par sainte Odile, l'abbaye de Hohenbourg, sur le mont Sainte-Odile  (Odilienberg en allemand), qui surplombe la plaine d'Alsace.

## Description
Le « mur païen » (en allemand : Heidenmauer, en alsacien d'Heidamür(a)) est une enceinte d'une longueur totale de onze kilomètres faisant le tour du plateau du mont Sainte-Odile. Formé d'environ 300 000 blocs cyclopéens, il fait entre 1,60 m et 1,80 m de large et peut atteindre trois mètres de hauteur. 

## Histoire ancienne

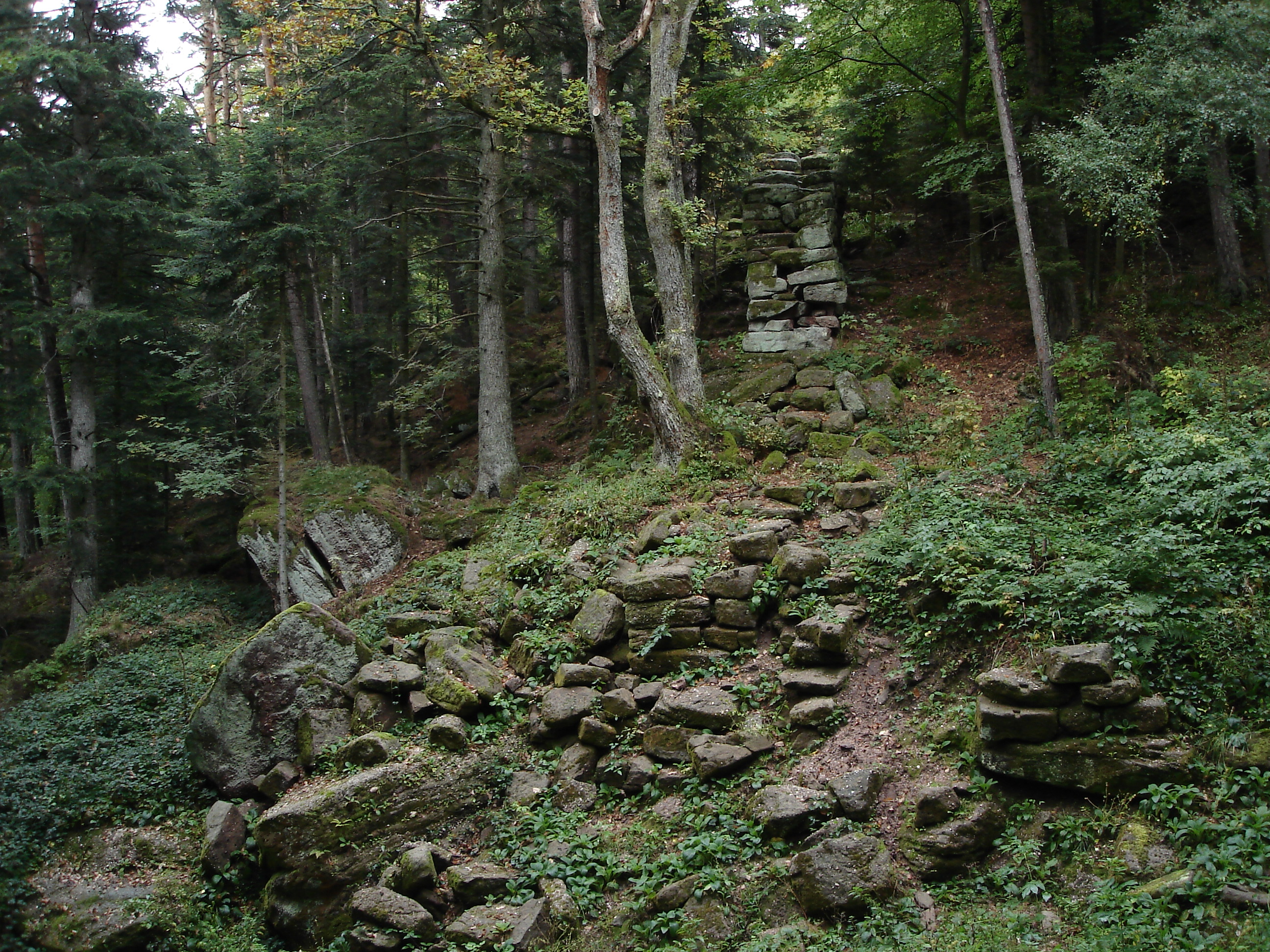
Le « mur païen », section nord.

Les origines de ce mur sont longtemps restées obscures et controversées, tenant plus des contes et légendes que de faits historiques démontrables. À l'époque celtique, la montagne s'appelle Altitona : « montagne haute ». C'est un lieu de culte celte. Proto-Celtes, Celtes, Romains et Alamans construisent une forteresse au sommet. C'est en croyant que le mur leur était dû, que le pape Léon IX lui attribue le qualificatif impropre de « païen ». 
La construction en appareil cyclopéen aux blocs liés par des tenons en bois, à double queue d'aronde, a suscité bien des interrogations : on a longtemps pensé qu'il datait de l'âge du bronze ou des temps celtiques entre le Xe siècle av. J.-C. et le IIe siècle av. J.-C.. Au XIXe siècle, 65 tenons en bois ont été prélevés durant les années 1873-1875 et conservés : ils seraient datés après le VIIe siècle,. Deux campagnes de restauration étaient connues, au IVe siècle et au Xe siècles,.
Les chercheurs n'ont pu définir s'il s'agissait d'une enceinte défensive ou d'une enceinte cultuelle (l'un n'excluant pas l'autre) et sa période de construction n'a pu être définie que récemment grâce à des analyses dendrochronologiques réalisées sur les tenons en bois, prélevés au XIXe siècle sur le mur, qui ont permis de le dater du VIIe siècle. Vingt-deux des quarante-six échantillons analysés ont pu être datés et à la surprise générale, les bois employés se sont avérés tous avoir été abattus et utilisés entre les années 675 et 681. Ces datations laissaient donc supposer que le mur païen avait été construit à l'époque mérovingienne, dans le dernier tiers du VIIe siècle, ou qu’il avait tout au moins subi une importante phase de réfection à cette période, portant sur la section de près de deux kilomètres de long qui a livré les tenons
Le mur a été classé au titre des monuments historiques par la liste des monuments historiques de 1840 et « site archéologique d’intérêt national » en 1987 (à l'instar du site archéologique d'Alésia ou du mont Beuvray). La qualité de conservation du mur est assez variable. Il a en effet servi de carrière au Moyen Âge et a subi en outre diverses dégradations, outrages et vandalismes, notamment des fouilles archéologiques non autorisées.

## Travaux de restauration

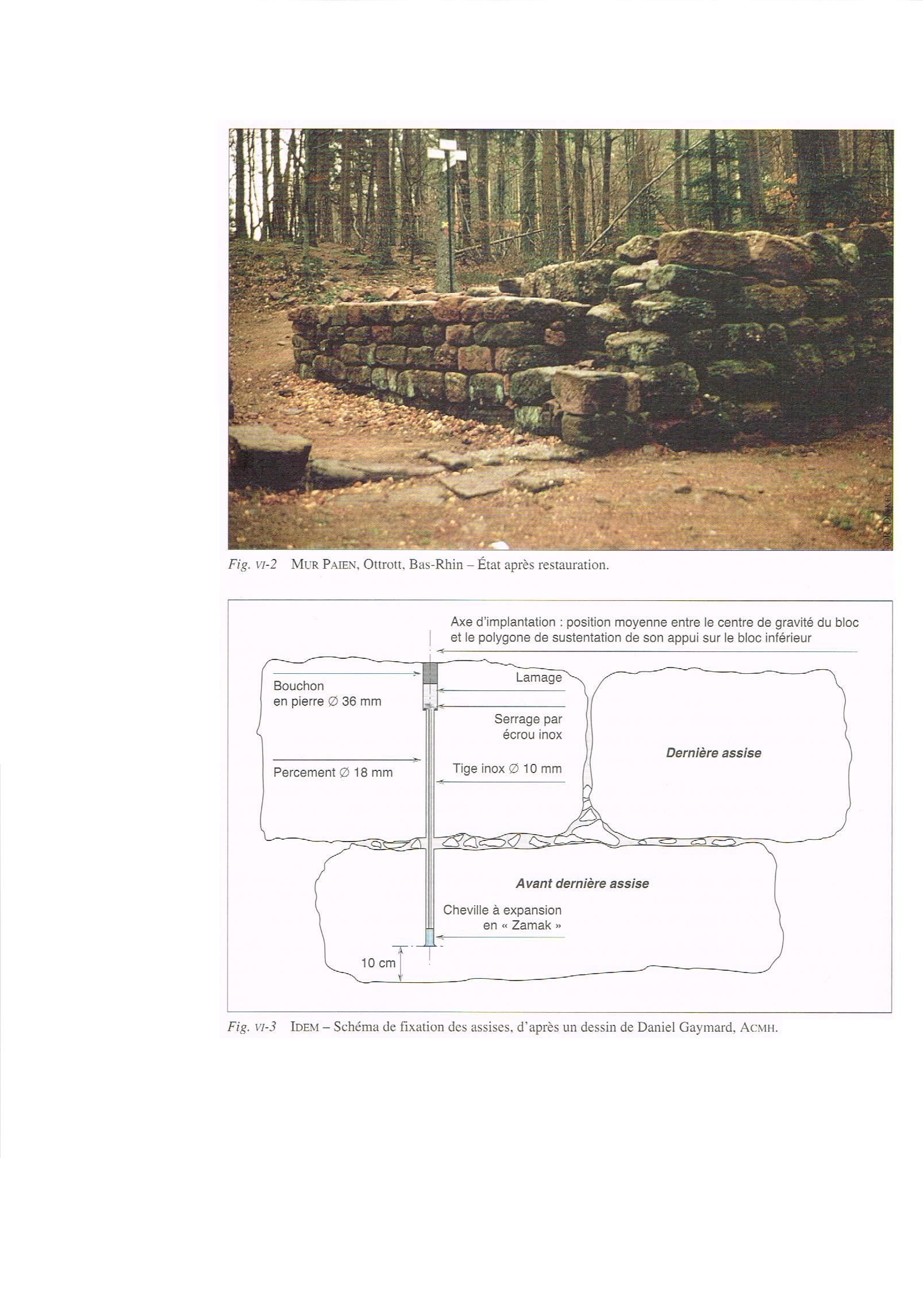
État après restauration et schéma de fixation des assises.

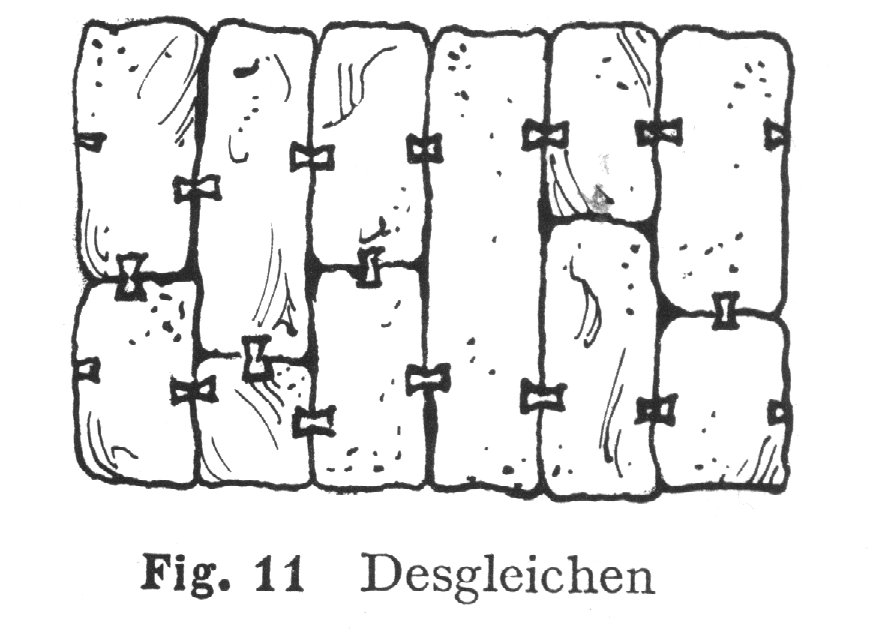
Système des mortaises.

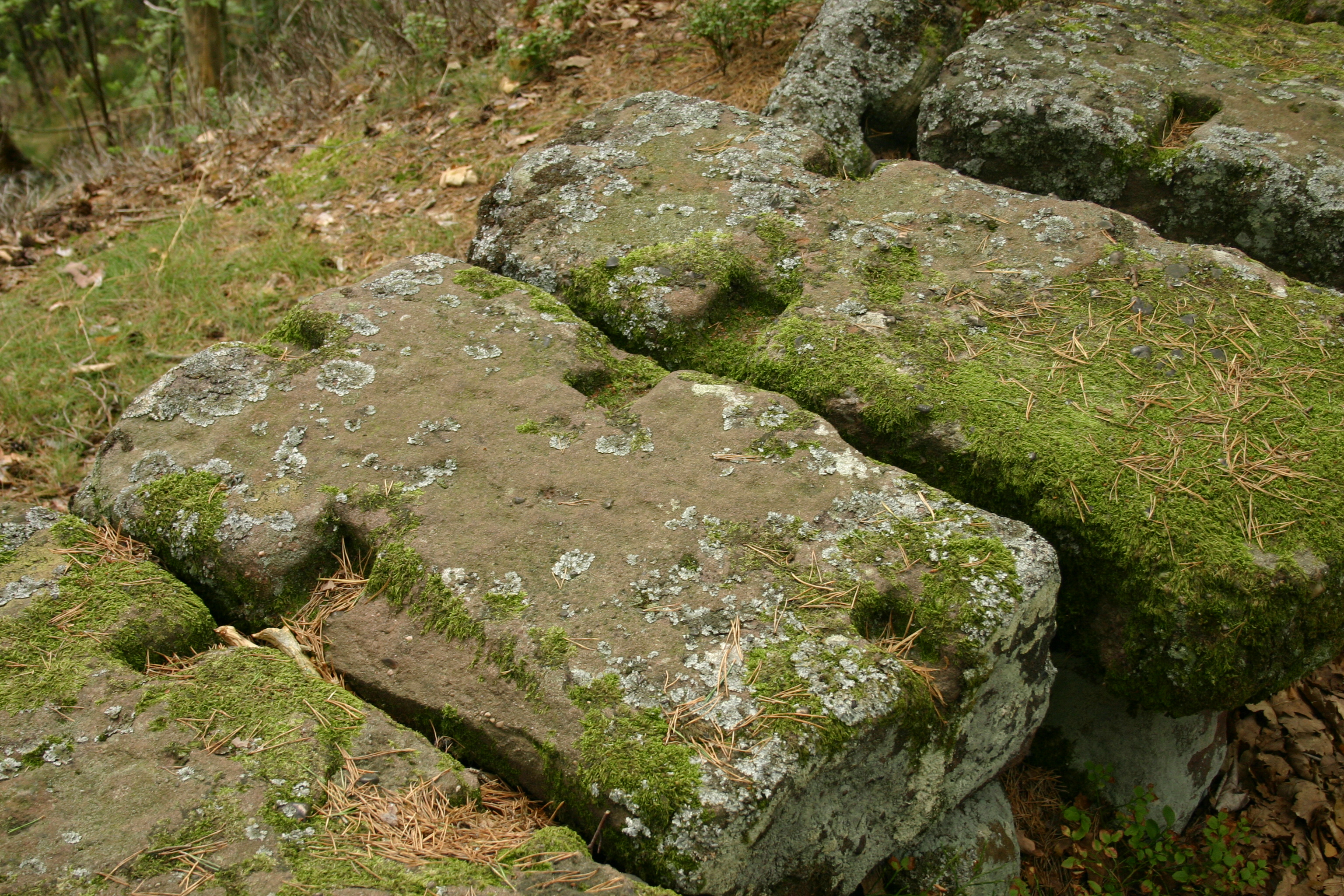
Traces des mortaises.

Les travaux de restauration, précédés d'une étude préalable, ont été programmés dans le cadre de la première « loi de programme relative au patrimoine monumental ».
À l'issue d'études minutieuses, la première campagne de travaux sur le « mur païen » a démarré en bénéficiant en 1990, au titre du mécénat, d'une participation de la Mutuelle d'assurance des artisans de France (MAAF). Elle a permis la restauration de la porte de Barr et du mur à proximité de la route nationale 426. L'étude a esquissé l'essentiel des travaux à réaliser sur les parties jugées prioritaires sur les 10,5 km de mur et inventorié les problèmes liés à sa sauvegarde. Les aspects techniques, doctrinaux et archéologiques ont été très soigneusement examinés.
Les travaux de restauration ont été précédés d'un dessouchage, du nettoyage de la végétation et d'un abattage d'arbres. Ils ont été réalisés avec précaution pour ne pas endommager les parements du mur, tandis que l'enlèvement des terres, nécessaire pour revenir aux niveaux anciens, a exigé un suivi archéologique méthodique. Après décrottage et dépose de pierres en conservation, les blocs ont été reposés à sec et leur fixation assurée à l'aide de tiges filetées. Pour la fixation de l'assise supérieure, les conditions d'exécution ont été les suivantes :
- percement par rotopercussion des deux premières assises du mur (environ 80 cm), diamètre 18 mm ;
- façon de lamage en tête de percement, longueur 80 mm, diamètre 36 mm ; pose de chevilles à expansion* ;
- pose de tiges filetées 10 mm en inox, longueur 80 cm, avec écrou et rondelle en inox ;
- calfeutrement supérieur du percement comprenant un bouchon de polystyrène, diamètre 36 mm, longueur 40 mm, et finition au ciment métallique aspect grès, diamètre 36 mm, longueur 40 mm.

Les percements des deux assises s'arrêtent à 10 cm du lit de pose de l'avant-dernière assise. Lors des travaux, l'entreprise veillait à limiter le serrage pour éviter l'éclatement de la pierre. L'assise supérieure est bloquée par un scellement au mortier de chaux (lit 50 % de la surface et joint à 50 % de la hauteur, le scellement devant rester invisible sur les parements extérieurs pour donner l'impression d'une pose à pierre sèche). Le garnissage à la terre végétale de l'assise supérieure (lit 20 % de la surface et joint à 50 % de la hauteur), exécuté de façon à imiter un encrassement naturel, a un intérêt esthétique certain, mais n'est pas sans inconvénient ; il demande un entretien suivi pour éviter la pousse d'arbustes ou d'arbres qui disloqueraient de nouveau le mur.
La réflexion a d'autre part été élargie à la signalisation de l'ensemble des monuments du massif permettant de poser les problèmes de circulation, de secteurs piétons, de parcs à voitures, d'exploitation forestière et du devenir des carrières d'Ottrott-Saint-Nabor (Vosges).
Le site bénéficie du soutien actif de l'Association des Amis du Mont Sainte-Odile (section du Club vosgien) et de l'Association des Amis du mur païen.
À l’issue des fouilles archéologiques menées de 1991 à 1994, un programme de restauration, en partenariat avec l’État, le Conseil général et la Région Alsace, a d’autre part été engagé.